# Epinephelus polyphekadion
Epinephelus polyphekadion é uma espécie de peixe da família Serranidae.
Pode ser encontrada nos seguintes países: American Samoa, Austrália, Território Britânico do Oceano Índico, Cocos (Keeling) Islands, Djibouti, Egipto, Fiji, Polinésia Francesa, Guam, Hong Kong, Índia, Indonésia, Israel, Japão, Jordânia, Kiribati, Madagáscar, Maldivas, Ilhas Marshall, Micronésia, Moçambique, Nova Caledónia, Marianas Setentrionais, Palau, Papua-Nova Guiné, Filipinas, Samoa, Arábia Saudita, Seychelles, the Ilhas Salomão, Somália, Sudão, Taiwan, Tanzânia, Tonga, Tuvalu, Ilhas Menores Distantes dos Estados Unidos e Vanuatu.
Os seus habitats naturais são: mar aberto, mar costeiro, pradarias aquáticas subtidais, recifes de coral, costas rochosas e lagoas costeiras de água salgada.
Está ameaçada por perda de habitat.